# Rawa Mazowiecka
Rawa Mazowiecka ist eine Stadt im Powiat Rawski in der Woiwodschaft Łódź, Polen. Sie hat den Status einer Stadtgemeinde. Sie ist auch Sitz der gleichnamigen Landgemeinde (gmina wiejska), der sie aber nicht angehört.

## Geografie
Rawa Mazowiecka liegt 55 km östlich von Łódź am Zusammenfluss der Flüsse Rawka und Rylka. Die Stadt hat eine Flächenausdehnung von 14,28 km². 63 % des Stadtgebiets werden landwirtschaftlich genutzt, 3 % sind mit Wald bedeckt.

## Geschichte

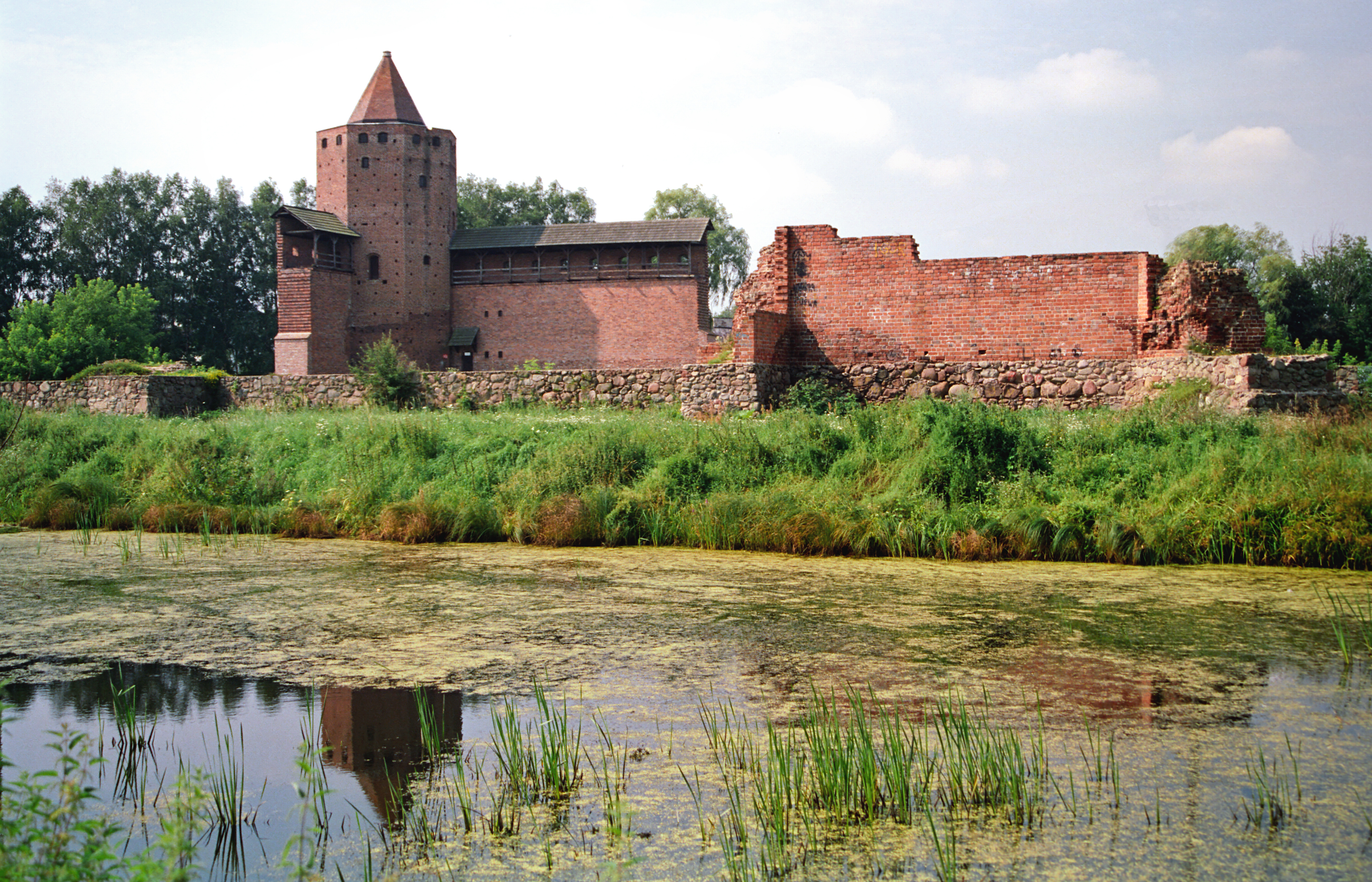
Ruine der Burg der masowischen Herzöge

Die erste urkundliche Erwähnung des Ortes stammt aus dem Jahre 1228, allerdings ist die ursprüngliche Lage des Ortes nicht bekannt. Das Stadtrecht erhielt Rawa Mazowiecka 1321. Von 1355 bis 1370 wurde das Schloss des Herzogs von Masowien hier errichtet, dessen Ruinen auch heute in der Nähe des Ortes zu finden sind.
Während der Regentschaft Siemowits III. war der Ort die Hauptstadt Masowiens. 1462 wurde das Herzogtum Rawa zur Woiwodschaft Rawa. Rawa Mazowiecka war zu diesem Zeitpunkt eine der größten Städte Masowiens. 1613 bestand bereits die Jesuitenkirche der unbefleckten Empfängnis der heiligen Jungfrau Maria (Kosciół Niepokalanego Poczęcia Najświętszej Marii Panny) in Rawa Mazowiecka. 1622 wurde ein Jesuitenkollegium eingerichtet, in dem auch Jan Chryzostom Pasek unterrichtete.
Während der Nordischen Kriege wurde der Ort von den Schweden besetzt und zerstört, unter den zerstörten Gebäuden war auch das Schloss. Während der Dritten Teilung Polens 1795 wurde die Stadt Teil Preußens und die Woiwodschaft Rawa wurde aufgelöst. Ab 1807 wurde der Ort stattdessen Sitz eines Landkreises. 1807 wurde der Ort Teil des neu gebildeten Herzogtums Warschau und acht Jahre später Kongresspolens.
Im Verlauf des Ersten Weltkrieges wurde Rawa Mazowiecka fast vollständig zerstört. Bei Beginn des Zweiten Weltkriegs lebten 2500 Juden in Rawa, das war ein Drittel der Bevölkerung. Sie wurden ghettoisiert und im Oktober 1942 im Vernichtungslager Treblinka ermordet.
1945 marschierte die Rote Armee in der zu etwa 80 % zerstörten Stadt ein.
Von 1975 bis 1998 gehörte die Stadt zur Woiwodschaft Skierniewice.

## Städtepartnerschaften
- Nyírbátor, Ungarn
- Boskovice, Tschechien

## Verkehr
In der Stadt kreuzen sich Droga krajowa 8 und die Droga krajowa 72 und durch die Stadt verlaufen die Droga wojewódzkas 707, 725 und 726.
Die Museumsschmalspurbahn Rogów–Rawa–Biała Rawska verläuft durch die Stadt und unterhält dort noch einen Bahnhof.

## Persönlichkeiten

### Ehrenbürger
- Prof. Eugeniusz Walczuk
- Sławek Wierzcholski
- Bischof Józef Zawitkowski
- Prälat Mieczyslaw Iwanicki
- Elżbieta Dedek

### Söhne und Töchter der Stadt
- Ludwik Maurycy Hirszfeld (1814–1876), Arzt und Lehrstuhlinhaber für Anatomie in Warschau
- Halina Konopacka (1900–1989), Leichtathletin und Olympiasiegerin
- Slawomir Broniarz, Vorsitzender der Związek Nauczycielstwa Polskiego
- Tomasz Dedek, Schauspieler
- Jan Antoni Grabowski, Schriftsteller und Pädagoge
- Edith Kucharska, Volleyballspielerin
- Edward Pietrzyk, General
- Radoslaw Rybak, Volleyballspieler
- Janusz Wojciechowski (* 1954), Politiker
- Grzegorz Wojciechowski (* 1960), Politiker
- Rafał Ambrozik (* 1979), Politiker

### Persönlichkeiten, die mit der Stadt in Verbindung stehen
- Jan Chryzostom Pasek (um 1636–1701), polnischer Adliger und Schriftsteller

## Landgemeinde
Die Landgemeinde Rawa Mazowiecka hat 8648 Einwohner. Sie hat eine Flächenausdehnung von 163,98 km². 78 % des Gemeindegebiets werden landwirtschaftlich genutzt, 15 % sind mit Wald bedeckt.